# Bdeogale omnivora
Bdeogale omnivora is een zoogdier uit de familie van de mangoesten (Herpestidae). De wetenschappelijke naam van de soort werd voor het eerst geldig gepubliceerd door Heller in 1913.

## Voorkomen
De soort komt voor in Kenia en Tanzania.